# Cherestur

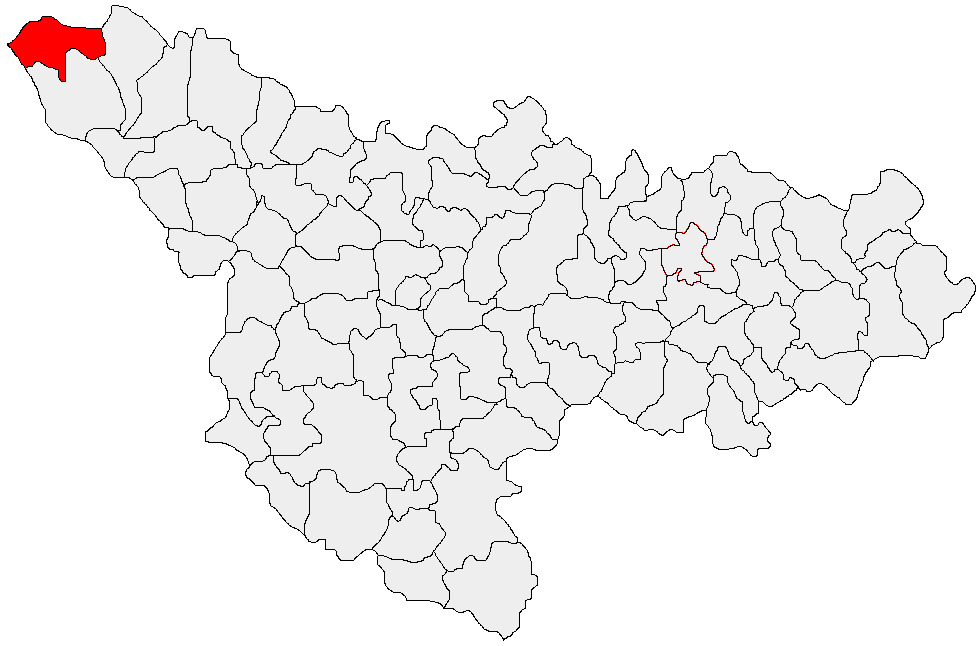
Lage der Gemeinde Beba Veche im Kreis Timiș

Cherestur (deutsch Kerestur, ungarisch Pusztakeresztúr oder Keresztúr, serbisch-kyrillisch Крстур) ist ein Dorf im Kreis Timiș, Banat, Rumänien. Cherestur gehört zur Gemeinde Beba Veche.

## Geografische Lage
Cherestur liegt im Westen des Kreises Timiș, am Dreiländereck Rumänien-Ungarn-Serbien, in 27 Kilometer Entfernung von Sânnicolau Mare und 91 Kilometer nordwestlich von Timișoara, an der Kommunalstraße DC3, die Sânnicolau Mare mit Beba Veche, dem westlichsten Zipfel Rumäniens, verbindet.

## Nachbarorte
| Ungarn     | Pordeanu                                    | Ungarn          |
| Beba Veche | Kompassrose, die auf Nachbargemeinden zeigt | Cheglevici      |
| Serbien    | Vălcani                                     | Colonia Bulgară |

## Geschichte
Urkundlich wurde Cherstur erstmals 1274 erwähnt, als die Siedlung dem Komitat Csanád angehörte. Im Mittelalter war die Ortsbezeichnung Nemes Kerestur. Grundbesitzer waren ungarische Adlige, unter ihnen auch Fabian Kereszturi oder Kereszturi Egyed, die sich die Ortsbezeichnung als Namenszusatz zulegten. 
Bis 1526 gehörte die Siedlung zum Königreich Ungarn und während der osmanischen Herrschaft (1526–1718) zum Vilâyet Timișoara.
Von 1718 bis 1778 war die Ortschaft Teil der Habsburger Krondomäne Temescher Banat. 
1778 wurde das Banat von der Kaiserin Maria Theresia dem Königreich Ungarn zugesprochen.
Von 1849 bis 1860 war es Teil eines eigenständigen Kronlandes der Woiwodschaft Serbien und Temescher Banat.
Nach dem Österreichisch-Ungarischen Ausgleich (1867) wurde das Banat dem Königreich Ungarn innerhalb der Doppelmonarchie Österreich-Ungarn angegliedert. 
Der Vertrag von Trianon am 4. Juni 1920 hatte die Dreiteilung des Banats zur Folge, wodurch Cherestur zunächst dem Königreich Serbien zugesprochen wurde. Nach der Grenzregulierung von 1924 fiel Cherestur dann an das Königreich Rumänien.
Da die Bevölkerung entlang der rumänisch-jugoslawischen Grenze von der rumänischen Staatsführung nach dem Zerwürfnis Stalins mit Tito und dessen Ausschluss aus dem Kominform-Bündnis als Sicherheitsrisiko eingestuft wurde, erfolgte am 18. Juni 1951 die Deportation in die Bărăgan-Steppe unabhängig von der ethnischen Zugehörigkeit. Die rumänische Führung bezweckte zugleich den einsetzenden Widerstand gegen die bevorstehende Kollektivierung der Landwirtschaft zu brechen. Als die Bărăganverschleppten 1956 heimkehrten, erhielten sie die 1945 enteigneten Häuser und Höfe zurückerstattet. Der Feldbesitz wurde jedoch kollektiviert.

## Demografie
Cherestur war stets ein ungarisches Dorf.
| 1880 | 599 | -  | 588 | 6  | 5  |
| 1910 | 687 | 1  | 671 | 13 | 2  |
| 1930 | 807 | 1  | 783 | 7  | 16 |
| 1977 | 562 | 29 | 523 | 4  | 6  |
| 2002 | 475 | 83 | 377 | 1  | 14 |